# Hemisinidae
Hemisinidae P. Fischer & Crosse, 1891 è una famiglia di molluschi gasteropodi d'acqua dolce della superfamiglia Cerithioidea.

## Tassonomia
La famiglia comprende i seguenti generi:
- Aylacostoma Spix, 1827
- Cubaedomus Thiele, 1928
- Hemisinus Swainson, 1840
- Pachymelania E.A. Smith, 1893